# سیارک ۳۰۴۰
سیارک ۳۰۴۰ (به انگلیسی: 3040 Kozai، نامگذاری:1979BA) سه هزار و چهلمین سیارک کشف شده‌است که در ۲۳ ژانویه ۱۹۷۹ کشف شد.
قدر مطلق سیارک برابر ۱۴٫۵۰ است.